# DJI Mavic

DJI Mavic (кит. упр. 御, пиньинь Yù) — серия БПЛА фирмы DJI, представленная 27 сентября 2016 года. Является конкурентом GoPro Karma.

## Особенности
Для большего удобства использования и повышения безопасности в корпус квадрокоптера встроено множество датчиков, которые отслеживают местоположение, дистанцию до других объектов, уровень заряда аккумулятора. Отличительной особенностью является небольшой размер в сложенном состоянии, что позволяет переносить Mavic в фотосумке. Является самым компактным квадрокоптером DJI на 2016 год, пилотируемым с помощью приложения для iOS или Android-устройств и способным снимать видео на встроенную камеру в 4К.
Главным преимуществом для покупателей в DJI Mavic являются его относительно компактные размеры, которые позволяют переносить квадрокоптер в сложенном состоянии в сумке размерами 83 мм x 83 мм x 228 мм. Для уменьшения габаритов имеет складные стойки.
| Модель                         | Mavic 3                           |
| ------------------------------ | --------------------------------- |
| Диаметр (см)                   | 38,5                              |
| Макс. скорость (м/с)           | 26                                |
| Масса (г)                      | 900                               |
| Продолжительность полёта (мин) | 30/46 (норм. / идеальные условия) |
| Раб. температуры (°C)          | -10 до 40                         |
| Макс. дистанция (км)           | 30                                |

### Камера
● Стабилизация: 3 оси (наклон, крен и поворот);
● Матрица камеры:
```
     камера Hasselblad: CMOS 4/3 (20 Мп);
     телекамера: 1/2" CMOS;
```

● Объектив:
```
     камера Hasselblad:
     угол обзора: 84°;
     эквивалент формата: 24 мм;
     диафрагма: от f/2,8 до f/11;
     фокус: от 1 м до ∞ (с автофокусом);
     телекамера:
     угол обзора: 15°;
     эквивалент формата: 162 мм;
     диафрагма: f/4,4;
     фокус: от 3 м до ∞;
```

● Диапазон ISO: фото и видео: от 100 до 6400;
● Скорость электронного затвора:
```
     камера Hasselblad: от 8 до 1/8000 с;
     телекамера: от 2 до 1/8000 с;
```

● Форматы файлов:
```
     фото: JPEG/DNG (RAW);
     видео: MP4/MOV;
```

● Макс. размер изображения:
```
     камера Hasselblad:
     фото: 5280×3956
     видео:
     Apple ProRes 422 HQ:
     5,1K: 5120×2700 при 24/25/30/48/50 к/с;
     DCI 4K: 4096×2160 при 24/25/30/48/50/60/120 к/с;
     4K: 3840×2160 при 24/25/30/48/50/60/120 к/с;
     H.264/H.265:
     5,1K: 5120×2700 при 24/25/30/48/50 к/с;
     DCI 4K: 4096×2160 при 24/25/30/48/50/60/120 к/с;
     4K: 3840×2160 при 24/25/30/48/50/60/120 к/с;
     FHD: 1920×1080p при 24/25/30/48/50/60/120/200 к/с;
     телекамера:
     фото: 4000х3000;
     видео:
     H264/H.265:
     4K: 3840×2160 при 30 к/с;
     FHD: 1920×1080 при 30 к/с;
```

### Скорость и дистанция
● Максимальная дальность полета: 30 км; 
● Макс. скорость:
```
     5 м/с (режим C);
     15 м/с (режим N);
     19 м/с (режим S);
```

● Макс. высота полета: 6000 м;
● Макс. скорость набора высоты:
```
     1 м/с (режим C);
     6 м/с (режим N);
     8 м/с (режим S);
```

● Макс. скорость снижения:
```
     1 м/с (режим C);
     6 м/с (режим N и S);
```

● Макс. допустимая скорость ветра: до 12 м/с;
● Макс. угловая скорость: 200°/с;
● Макс. угол наклона:
```
     25° (режим C);
     30° (режим N);
     35° (режим S);
```

### Управление жестами
DJI Mavic стал первым квадрокоптером DJI, которым можно управлять с помощью жестов. Если расположить руки специальным образом, то через несколько секунд будет сделана фотография. Таким образом дрон можно использовать для селфи.

### Пульт управления
Пульт управления также имеет компактные размеры. На встроенном экране отображается основная информация, это позволяет совершать полёты даже без подключения смартфона. Благодаря встроенным креплениям пульт можно использовать совместно со смартфонами, на них выводится расширенная информация, изображение с камеры дрона.
● Диапазон рабочих частот пульта управления: от 2,4 до 2,483 ГГц;
● Дальность передачи:
```
     FCC: 15 км;
     CE: 8 км;
     SRRC: 8 км;
     стандарт MIC: 8 км;
```

### Военное применение
В конфликте между Россией и Украиной значительное количество используется обеими сторонами конфликта. Используются для разведки на тактическом уровне, корректировки артиллерийского огня, после доработок — в качестве носителя СВУ или ручной гранаты, сбрасываемой на противника с высоты. 26 апреля 2022 года DJI приостановила продажу дронов в Россию и Украину, чтобы предотвратить использование своих дронов в боевых действиях. 2 марта 2023 года AliExpress заблокировал продажу дронов DJI в Россию.